# Jan Miense Molenaer
Jan Miense Molenaer (Harlem, ca. 1610 † 15 de setembro de 1668) foi um pintor neerlandês do século XVII.
A sua obra revela influências de Van Ostade e de Franz Hals, de quem foi aliás discípulo. È autor de retratos e sobretudo de cenas de género urbano e campesino.

## Principais quadros
- A Dama do Cravo
- O Dentista
- O Estúdio do Pintor
- Concerto de Aleia
- Escola Rural